# Rena Shimazu
Shimazu Rena, (JA)  島津玲奈 (Kōshi, 28 maggio 1991), è una pentatleta giapponese.

## Carriera
Nata a Kōshi nella prefettura di Kumamoto, dopo essersi diplomata presso la scuola luterana di Kumamoto entra a far parte delle forze di auto-difesa giapponesi.
Tre volte vincitrice del titolo nazionale (2016, 2018, 2020), nel 2017 ha vinto in coppia con la connazionale Shino Yamanaka la medaglia di bronzo nella specialità staffetta ai campionati del mondo disputati a il Cairo. In carriera vanta anche tre medaglie ai campionati asiatici: un bronzo individuale a Kaohsiung nel 2012, un argento in staffetta a Wuhan nel 2019 e un oro individuale a Gotemba nel 2017, e un quarto posto ai Giochi asiatici del 2018.
Ha preso parte alle Olimpiadi di Tokyo 2020 dove si è classificata al 23º posto nella gara individuale.